# Quadro de medalhas dos Jogos Pan-Americanos de 2003
Abaixo, as medalhas distribuidas nos Jogos Pan-Americanos de 2003 em Santo Domingo, na República Dominicana. Os Estados Unidos mais uma vez lideraram o número de medalhas de ouro total de medalhas. Em negrito, o país sede.
| Quadro de Medalhas - Santo Domingo 2003 | Quadro de Medalhas - Santo Domingo 2003 | Quadro de Medalhas - Santo Domingo 2003 | Quadro de Medalhas - Santo Domingo 2003 | Quadro de Medalhas - Santo Domingo 2003 | Quadro de Medalhas - Santo Domingo 2003 |
| --------------------------------------- | --------------------------------------- | --------------------------------------- | --------------------------------------- | --------------------------------------- | --------------------------------------- |
| Pos.                                    | País                                    | Ouro                                    | Prata                                   | Bronze                                  | Total                                   |
| 1                                       | Estados Unidos                          | 117                                     | 80                                      | 73                                      | 270                                     |
| 2                                       | Cuba                                    | 72                                      | 41                                      | 39                                      | 152                                     |
| 3                                       | Canadá                                  | 29                                      | 57                                      | 42                                      | 128                                     |
| 4                                       | Brasil                                  | 29                                      | 40                                      | 54                                      | 123                                     |
| 5                                       | México                                  | 20                                      | 27                                      | 32                                      | 79                                      |
| 6                                       | Venezuela                               | 16                                      | 21                                      | 27                                      | 64                                      |
| 7                                       | Argentina                               | 16                                      | 20                                      | 27                                      | 63                                      |
| 8                                       | Colômbia                                | 11                                      | 8                                       | 24                                      | 43                                      |
| 9                                       | República Dominicana                    | 10                                      | 12                                      | 19                                      | 41                                      |
| 10                                      | Jamaica                                 | 5                                       | 2                                       | 6                                       | 13                                      |
| 11                                      | Porto Rico                              | 3                                       | 4                                       | 9                                       | 16                                      |
| 12                                      | Equador                                 | 3                                       | 1                                       | 5                                       | 9                                       |
| 13                                      | Chile                                   | 2                                       | 10                                      | 10                                      | 22                                      |
| 14                                      | Trinidad e Tobago                       | 2                                       | 4                                       | 1                                       | 7                                       |
| 15                                      | Uruguai                                 | 2                                       | 1                                       | 5                                       | 8                                       |
| 16                                      | Peru                                    | 1                                       | 1                                       | 8                                       | 10                                      |
| 17                                      | Guatemala                               |                                         | 3                                       | 9                                       | 12                                      |
| 18                                      | El Salvador                             |                                         | 2                                       | 2                                       | 4                                       |
| 19                                      | Bahamas                                 |                                         | 2                                       |                                         | 2                                       |
| 20                                      | Haiti                                   |                                         | 1                                       | 2                                       | 3                                       |
| 21                                      | Guiana                                  |                                         | 1                                       | 1                                       | 2                                       |
| 21                                      | Granada                                 |                                         | 1                                       | 1                                       | 2                                       |
| 23                                      | Bermudas                                |                                         | 1                                       |                                         | 1                                       |
| 23                                      | Ilhas Caimã                             |                                         | 1                                       |                                         | 1                                       |
| 25                                      | Bolívia                                 |                                         |                                         | 2                                       | 2                                       |
| 25                                      | Panamá                                  |                                         |                                         | 2                                       | 2                                       |
| 27                                      | Barbados                                |                                         |                                         | 1                                       | 1                                       |
| 27                                      | Antilhas Holandesas                     |                                         |                                         | 1                                       | 1                                       |
| 27                                      | Honduras                                |                                         |                                         | 1                                       | 1                                       |
| 27                                      | Costa Rica                              |                                         |                                         | 1                                       | 1                                       |
| 27                                      | Santa Lúcia                             |                                         |                                         | 1                                       | 1                                       |